# ملكة جمال الولايات المتحدة الأمريكية 1977
ملكة جمال الولايات المتحدة الأمريكية 1977 (بالإنجليزية: Miss USA 1977)‏ هي نسخة السادسة والعشرون من مسابقة ملكة جمال الولايات المتحدة الأمريكية منذ انطلاقتها عام 1952، عقدت المسابقة في 14 مايو 1977 على الهواء مباشرة من قبل شبكة سي بي إس في قاعة جيلارد البلدية في تشارلستون ، كارولاينا الجنوبية، في نهاية الحدث فازت بالمسابقة كيمبرلي تومز من ولاية تكساس توجت من قبل ملكة جمال الولايات المتحدة الأمريكية المنتهية ولايتها باربرا بيترسون من مينيسوتا، أصبحت كيمبرلي تومز أول امرأة من تكساس تفوز بلقب ملكة جمال الولايات المتحدة الأمريكية ، وذهبت إلى الدور نصف النهائي في مسابقة ملكة جمال الكون 1977.

## النتائج

### المراكز النهائية
| النتائج النهائية                          | المتنافسة |
| ----------------------------------------- | --- |
| ملكة جمال الولايات المتحدة الأمريكية 1977 | - تكساس - كيمبرلي تومز |
| الوصيفة الأولى                            | - نيفادا - ماري اونيل كونتينو |
| الوصيفة الثانية                           | - مينيسوتا - ديبورا كوسيت |
| الوصيفة الثالثة                           | - كاليفورنيا - باميلا جيرجلي |
| الوصيفة الرابعة                           | - فرجينيا - لين هيرينغ |
| أفضل 12                                   | - أريزونا - طوني أبراموفيتش - مقاطعة كولومبيا - شارون ساذرلاند - جورجيا - ليندا كير - هاواي - سيلي دي كاسترو - مين - تينا براون - نيو جيرسي - خوانيتا مكارتي - نيو مكسيكو - دينيس فوندربورك |

## المتسابقات
قائمة الولايات والمندوبات المشاركات في مسابقة ملكة جمال الولايات المتحدة الأمريكية 1977:
| - ألاباما - شيريل بورغيس - ألاسكا - إديث بيكر - أريزونا - توني أبرانوفيتش - أركنساس - ديبرا دوري - كاليفورنيا - باميلا جيرجلي - كولورادو - ماري آن جينزيل - كونيتيكت - سوزان كرون - ديلاوير - ديبي فولكنر - مقاطعة كولومبيا - شارون ساذرلاند - فلوريدا - ليندا لوفيفر - جورجيا - ليندا كير - هاواي - سيلي دي كاسترو - أيداهو - ليزلي كينغون - إلينوي - إليزابيث كوران - إنديانا - لين فلاهيرتي - آيوا - سيندي وودارد - كانساس - شيري برين - كنتاكي - ساندي سميث - لويزيانا - باتي روزنبالم - مين - تينا براون - ماريلند - توييلا ليتلتون - ماساتشوستس - كارولين مارسيل - ميشيغان - جيني بينكس - مينيسوتا - ديبورا كوسيت - مسيسيبي - لي تابلي - ميزوري - كوني أست | - مونتانا - تيريزا روز باجت - نبراسكا - ديبي ريدج - نيفادا - ماري أونيل كانتينو - نيوهامبشير - بليندا بريدجمان - نيوجيرسي - خوانيتا مكارتي - نيومكسيكو - دينيس فوندربورك - نيويورك - ديبورا مارتن - كارولاينا الشمالية - فيكي فيربيلا - داكوتا الشمالية - باربرا ريدلين - أوهايو - ليسا روميل - أوكلاهوما - كاثي مالشار - أوريغون - تشاريس تشارلتون - بنسيلفانيا - لورين لينكوسكي - رود آيلاند - سوزان كارتن - كارولاينا الجنوبية - بام هوفر - داكوتا الجنوبية - جينجر طومسون - تينيسي - رينيه جين سميث - تكساس - كيمبرلي تومز - يوتا - ميشيل مينر - فيرمونت - آن كينت - فيرجينيا - لين هيرنغ - واشنطن - آيفي لين ريد - فيرجينيا الغربية - بات براون - ويسكونسن - فيكي باين - وايومنغ - ميشيل فيسر |

## روابط خارجية
- موقع ملكة جمال الولايات المتحدة الأمريكية الرسمي